# Horstmar Hale
Horstmar Hale (* 6. November 1937 in Frankfurt (Oder); † 6. September 2008 in Katlenburg-Lindau) war ein deutscher Politiker (SPD).
Horstmar Hale besuchte eine Realschule und machte eine Verwaltungslehre und wurde Angestellter. Er trat 1960 der SPD bei und wurde im selben Jahr Regierungsinspektor. 1963 wurde er Verwaltungsleiter im Max-Planck-Institut für Bildungsforschung in Berlin. Bei der Berliner Wahl 1971 wurde Hale in die Bezirksverordnetenversammlung im Bezirk Spandau gewählt. Bei der folgenden Wahl 1975 wurde er als Mitglied in das Abgeordnetenhaus von Berlin gewählt, 1981 schied er aus dem Parlament aus.